# Бебей, Поль
Поль Роллан Бебей Кинге (фр. Paul Rolland Bebey Kingué; род. 9 ноября 1986, Дуала) — камерунский футболист, игравший на позиции защитника.

## Карьера

### Клубная
Воспитанник юношеской команды «Авенир де Дибомбари», первый тренер — Лобе Экоссо.
Профессиональную карьеру начал в клубах родного города Дуала. Летом 2009 года отправился в турецкий клуб «Газиантеп ББ», но уже через два месяца вернулся в Камерун. В 2012 году играл за бельгийский клуб «Блейд-Гом», после в течение двух лет выступал в Таджикистане за «Хайр Вахдат», с которым становился бронзовым и серебряным призёром местного чемпионата.
В январе 2015 года находился на просмотре в гродненском «Немане», с которым в марте того же года подписал контракт. Первый матч за «Неман» сыграл 4 апреля 2015 года в Кубке Белоруссии против БАТЭ, а в чемпионате дебютировал 11 апреля того же года в игре с минским «Динамо». В июле-августе 2015 года не играл из-за травмы. Первый гол за клуб забил 8 ноября 2015 года в ворота «Славии».
По окончании сезона 2015 года ему пришлось вернуться из аренды в «Хайр Вахдат», но Неман намеревался оставить игрока себе. В марте 2016 года клубы не смогли договориться, но Пол не смог вылететь из Камеруна в Гродно из-за отсутствия средств. 29 марта , все же прибыв в Гродно, подписал новый контракт с «Неманом». В сезоне 2016 года он оставался основным игроком, играя на позиции правого защитника.
В феврале 2017 года подписал новый двухлетний контракт с гродненский клубом. В ноября 2018 вновь продлил контракт с «Гродно».
В начале 2020 года был на просмотре в бобруйской «Белшине», а в феврале 2020 года объявил о завершении карьеры.

### Международная
В составе олимпийской сборной Камеруна выступал в 2008 году на Олимпийских играх в Пекине, приняв участие в 3 матчах.
16 октября 2012 года сыграл за национальную сборную Камеруна в товарищеском матче против сборной Колумбии. Также в августе-сентябре 2012 года сыграл 5 матчей, которые ряд источников засчитывает как выступления за вторую сборную страны, другие источники — за первую сборную.

## Достижения
- Бронзовый призёр Чемпионата Таджикистанаː 2013
- Серебряный призёр Чемпионата Таджикистанаː 2014